# 博洛丁根
博洛丁根是瑞士的城鎮，位於該國中部，由伯恩州負責管轄，面積2平方公里，六成土地是農地，海拔高度476米，2010年人口205，人口密度每平方公里103人。